# Die Trampler
Die Trampler (Originaltitel: Gli uomini dal passo pesante) ist ein Italowestern von Albert Band mit Joseph Cotten in der Rolle eines Familienpatriarchen. Die deutschsprachige Erstaufführung des Filmes nach der Geschichte Guns of North Texas von Will Cook war am 24. Juni 1966; Alternativtitel ist Die um Gnade winseln.

## Handlung
Texas, kurz nach dem Bürgerkrieg: Auf seinem weiten Anwesen kämpft der alte Patriarch Temple Cordeen mit seinen zahlreichen Söhnen seinen Kampf weiter. Die Repräsentanten des Nordens haben einen schweren Stand; ein Journalist wird gelyncht. Die Rückkehr eines Sohnes aus dem Bürgerkrieg, Lon, ruft eine Familienkrise hervor, nicht zuletzt bei Schwester Alice, die heimlich mit Charlie Garvey verlobt ist. Deren Beziehung verhindert Lon nicht, wie er sollte, sondern unterstützt sie. Nach zahlreichen Auseinandersetzungen verlassen die drei die Gegend und haben als Viehzüchter Erfolg. Als sie nach Texas zurückkehren, schreckt Temple auch vor Gewalt nicht zurück. Am Ende lässt Lon das Haus seiner Vorfahren stehen, in dem die Kinder Temples neue, heile Familien gegründet haben und in dem Temple in geistiger Umnachtung lebt.

## Kritik
Das Lexikon des internationalen Films lobte den Film: „Ein psychologisch vertiefter Western von streckenweise bedrückender Härte.“ Italowestern-Kenner Christian Keßler lobt „ein eminent gutes Drehbuch“ und den „großartigen“ Darsteller Joseph Cotten. Die italienische Kritik rügt dagegen Rhythmusschwankungen der Geschichte und bezeichnete Regie und Darstellung als professionell.

## Bemerkungen
Die Regie der italienischen Version wird Mario Sequi, der als Anthony Wileys formierte, zugeschrieben.
Der Film spielte in Italien 260 Millionen Lire ein.